# Kathleen Raine
Kathleen Raine   (Ilford, 14 de juny de 1908 - Londres, 6 de juliol de 2003) va ser una poetessa i crítica literària anglesa, especialista en l'obra de William Blake, W.B. Yeats i Thomas Taylor. La seva obra és, en bona part, una exaltació del paisatge escocès i revela una gran sensibilitat en la descripció de les seves precises observacions de la natura. Coneguda pel seu interès en diverses formes d'espiritualitat, les seves obres s'emmarquen en el platonisme i neoplatonisme.
Va escriure Stone and Flower (1943), The Year One (1952), Collected Poems (1956), The Lost Country (1971), On a Deserted Shore (1973) i The Oval Portrait and Other Poems (1977). També va publicar tres volums de memòries Farewell Happy Fields (1973), The Land Unknown (1975) i The Lion's Mouth (1977).